# Тумби
Тумби (нем. Thumby) — община в Германии, в земле Шлезвиг-Гольштейн. 
Входит в состав района Рендсбург-Экернфёрде. Подчиняется управлению Шванзен.  Население составляет 467 человек (на 31 декабря 2010 года). Занимает площадь 27,39 км².